# ラムゼー共鳴
ラムゼー共鳴（ラムゼーきょうめい、Ramsey Resonance）とはノーマン・ラムゼーにより発見された物理現象。時間的または空間的に離れたところで同じ原子に電磁波を相互作用させることで起こる共鳴現象。

## 概要
安定した状態の原子に2回に分けて電磁波を照射すると、その原子が安定な状態から不安定な状態に遷移する。この遷移確率は原子に電磁波を1回に照射する時間だけでなく2回の照射の時間間隔にも依存し、この時間間隔が長ければ長い程、照射した電磁波の周波数変化に敏感になる。

## 高精度発振への応用
電磁波の照射間隔を長くするとこで、照射した電磁波の周波数を極めて高い精度で観測できる。これにより電磁波の周波数を高精度に制御できるため、超高精度の発振が可能となる。
この高精度の電磁波を用いることで高精度の時計が実現でき、標準時の確定に用いられる。